# Frank Vizetelly
Frank Vizetelly (1830-c. 1883) fue un corresponsal de guerra y dibujante británico.

## Biografía

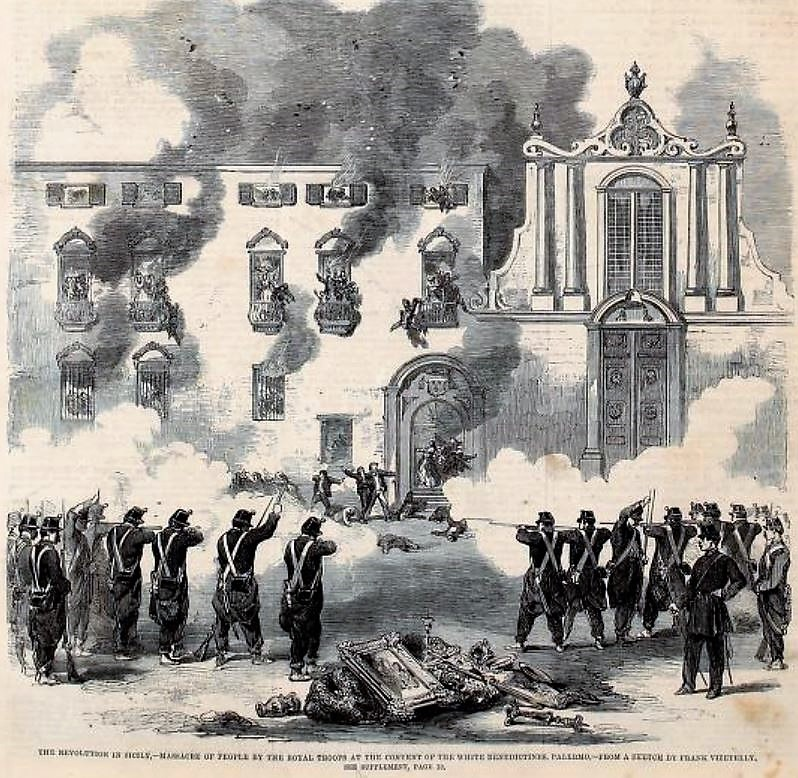
Convento de Palermo atacado por realistas durante los sucesos de la Expedición de los Mil (The Illustrated London News, 1860)

Nacido el 26 de septiembre de 1830 en Fleet Street, era hermano menor de Henry Vizetelly. Estudió en Boulogne y gracias a la influencia de su hermano obtuvo trabajo como corresponsal y dibujante para Pictorial Times. Más adelante, en 1857, participó en la fundación de Le Monde Illustré de París, donde habría sido editor hasta 1859, cuando empezó a ejercer como corresponsal de guerra para The Illustrated London News. Este periódico publicó una gran cantidad de grabados a partir de dibujos de Vizetelly, enviados desde el campo de batalla de Solferino, Sicilia durante la Expedición de los Mil en 1860, España y Estados Unidos durante sus guerras civiles, Sadowa y Egipto.
Vizetelly desapareció tras la masacre del ejército de William Hicks cerca de Kashgil, en Sudán, el 5 de noviembre de 1883. Su nombre habría figurado en un monumento a corresponsales de guerra de la catedral de Saint Paul, con la fecha de su muerte sin rellenar.